# Lielais purvs
Lielais purvs este o arie protejată (arie specială de conservare — SAC, sit de importanță comunitară — SCI, arie de protecție specială avifaunistică — SPA) din Letonia întinsă pe o suprafață de 149,72 ha, integral pe uscat.

## Localizare
Centrul sitului Lielais purvs este situat la coordonatele 57°16′36″N 26°11′33″E / 57.2766°N 26.1926°E.

## Înființare
Situl Lielais purvs a fost declarat arie de protecție specială avifaunistică în decembrie 2002 pentru a proteja 2 specii de animale. Alte tipuri de protecție:
- sit de importanță comunitară (în mai 2004)
- arie specială de conservare (în mai 2004)[1][3][4]

## Biodiversitate
Situată în ecoregiunea boreală, aria protejată conține 3 habitate naturale: Turbării active, Taiga vestică, Mlaștini împădurite.
La baza desemnării sitului se află mai multe specii protejate de  păsări (2): ciocănitoare neagră (Dryocopus martius),  cocoș de munte (Tetrao urogallus)
Pe lângă speciile protejate, pe teritoriul sitului au mai fost identificate 9 specii de plante, 2 specii de mamifere, 1 specie de nevertebrate.